# 驚爆摩天樓
《驚爆摩天樓》（英語：Skyscraper）是一部1996年美國動作驚悚片，講述當恐怖份子掌控一座大樓時，一位直升機女飛行員試圖拯救建築內的人質及丈夫。故事主要借鑑於1988年電影《終極警探》。電影由雷蒙·馬提諾（Raymond Martino）執導，小威廉·阿普爾蓋特（William Applegate Jr.）和約瑟·約翰·巴梅特勒（Joseph John Barmettler）編寫劇本，安娜·妮可·史密斯領銜主演。
電影1996年7月24日在美國採影帶首映發行。

## 演員
- 安娜·妮可·史密斯飾演凱莉·溫克（Carrie Wink）[3]
- 理查德·斯特恩梅茨（英语：Richard Steinmetz）飾演高登·溫克（Gordon Wink）
- 布蘭科·西卡蒂奇（英语：Branko Cikatić）飾演扎爾科夫（Zarkov）
- 卡爾文·萊弗斯（英语：Calvin Levels）飾演哈基姆（Hakim）
- 李·迪布魯克斯（英语：Lee de Broux）飾演伍德上尉（Captain Wood）
- 德隆·麥比（英语：Deron McBee）飾演萊德邁爾（Leidermeier）
- 尤金·羅伯特·格雷澤（英语：Eugene Robert Glazer）飾演克蘭斯頓（Cranston）

## 另見
- 《終極警探》
- 《摩天大樓》

## 外部連結
- 互联网电影数据库（IMDb）上《驚爆摩天樓》的资料（英文）
- AllMovie上《驚爆摩天樓》的资料（英文）